# Polyterpeny
Polyterpeny (molekulární vzorec (C5H8)2n) jsou terpeny, skládající se z více než osmi isoprenových jednotek.

## Důležité polyterpeny
- latex
- gutaperča